# José García (futbolista argentino)
José García (Bahia Blanca, Provincia de Buenos Aires, 24 de agosto de 1917 - Buenos Aires, Argentina 7 de agosto de 1984) fue un futbolista argentino que se destacó como delantero. Un jugador que vigorizó su extraordinaria habilidad en el manejo de la pelota con una humildad preñada de talento, singular mesura e innata hidalguía dentro y fuera de la cancha. Fue internacional con la Selección de fútbol de Argentina.

## Historia
Se inició en las inferiores de Olimpo de Bahía Blanca y se incorporó en 1939 a Lanús, institución donde marcó 33 goles en 91 partidos y permaneció hasta fines de 1941, año en que este brillante insider bahiense es transferido a River Plate merced a un trueque de jugadores. Por la abundancia de excelentes valores que, por ese entonces se desempeñaban en las filas Millonarias, solo pudo integrar esporádicamente los equipos de reserva.
Recaló a principio de 1943 en Tigre, que se encontraba con los problemas que representaban el tener que afrontar su primer descenso de categoría, entre ellos la de constituir un equipo acorde con la nueva división y sostener la irrenunciable pretensión de retornar al nivel superior. Entre los futbolistas transferidos estaba el centrocampista Eusebio Videla que, en 1941, había integrado la Selección Argentina. Su pase fue adquirido por River en canje por los de García y el centrodelantero Roberto Aballay.
García, que permaneció en Tigre para disputar los duros campeonatos de ascenso de las temporadas 1943-1945, se transformó en ídolo de la afición local que pasó a identificarlo como Maestro. Apodo que, de por sí, nos habla de su capacidad y calidad en el manejo del fútbol.
Los días de entrenamiento (que los había solamente dos por semana) los hinchas concurrían al estadio en gran cantidad y poblaban las gradas con la sola finalidad de presenciar los prodigios que solía realizar García. En el equipo de Victoria disputó 104 partidos y convirtió 53 tantos. 
A principio de 1946 fue transferido a Nacional de Montevideo, donde por ocho años, fue ovacionado por el público uruguayo que lo vio triunfar al lado de figuras de la talla de Aníbal Paz, Schubert Gambetta, Atilio García, Bibiano Zapirain, entre otros. Jugó en total 147 partidos, marcó 69 goles y conquistó 7 títulos.
Al retirarse, Nacional y Peñarol disputaron un encuentro amistoso de despedida en su honor.

## Trayectoria
| Equipo                           | País      | Período   |
| -------------------------------- | --------- | --------- |
| Olimpo                           | Argentina | 1938      |
| Lanús                            | Argentina | 1939-1941 |
| Selección de fútbol de Argentina | Argentina | 1940      |
| River Plate                      | Argentina | 1942      |
| Tigre                            | Argentina | 1943-1946 |
| Nacional                         | Uruguay   | 1946-1952 |

## Palmarés

### Campeonatos nacionales
| Título             | Club     | País      | Año  |
| ------------------ | -------- | --------- | ---- |
| Segunda División   | Tigre    | Argentina | 1945 |
| Primera División   | Nacional | Uruguay   | 1946 |
| Torneo de Honor    | Nacional | Uruguay   | 1946 |
| Primera División   | Nacional | Uruguay   | 1947 |
| Primera División   | Nacional | Uruguay   | 1948 |
| Torneo de Honor    | Nacional | Uruguay   | 1948 |
| Torneo Competencia | Nacional | Uruguay   | 1948 |

### Copas internacionales
| Título     | Club     | País    | Año  |
| ---------- | -------- | ------- | ---- |
| Copa Aldao | Nacional | Uruguay | 1946 |

### Campeonatos oficiales no regulares
| Título             | Club  | País      | Año  |
| ------------------ | ----- | --------- | ---- |
| Torneo Preparación | Tigre | Argentina | 1944 |